# سیارک ۱۰۰۰۷۷
سیارک ۱۰۰۰۷۷ (به انگلیسی: 100077 Tertzakian، نامگذاری:1992PZ6) صد هزار و هفتاد و هفتمین سیارک کشف شده‌است که در ۷ اوت ۱۹۹۲ کشف شد.